# Stadtkirche St. Marien (Homberg)/Geläut
Das Geläut der evangelischen Stadtkirche St. Marien zu Homberg (Efze) gehört zur Reformationskirche Hessens Stadtkirche St. Marien und besteht aus fünf Bronzeglocken.

## Die fünf Glocken

### Reformationsglocke
Schlagton: c1
Anschläge pro Minute: 50,6
Läutewinkel: 60,5°
Die Glocke wurde 1926 in Apolda (Glockengießerei Franz Schilling Söhne) gegossen, wiegt 1.790 kg und hat einen Durchmesser von 1,47 m. Sie ist ein Geschenk der evangelischen Kirchengemeinden Hessens zum 400. Jahrestag der Homberger Synode. 1942 wurde sie zu Kriegszwecken abgegeben, jedoch 1948 auf dem Hamburger Glockenfriedhof wiedergefunden.

Inschrift: 
FRANZ SCHILLING SOEHNE APOLDA 1926
R E F O R M A T I O N S G L O C K E
STIFTUNG / DER / EVANGELISCHEN / GEMEINDEN / HESSENS
1526 – 1926
„ALLEIN AUS GNADEN“

### Gedächtnisglocke
Schlagton: es1
Anschläge pro Minute: 53,2
Läutewinkel: 67°
Die Glocke wurde im Jahre 1949 von den Gebrüdern Rincker in Sinn/Hessen gegossen, wiegt 1.120 kg und hat einen Durchmesser von 1,26 m.

Inschrift: 
IHR TOTEN AUCH IM FREMDEN LAND RUHT ALLE IHR IN GOTTES HAND +
GEDAECHTNISGLOCKE
ZUM GEDAECHTNIS AN DIE IN DEN BEIDEN WELTKRIEGEN GEFALLENEN SOEHNE DER STADT
1590 † 1949
GEBR.
RINCKER
SINN
6660

### Gebetsglocke
Schlagton: f1
Anschläge pro Minute: 57
Läutewinkel: 61°
Die Glocke wurde 1949 von den Gebrüdern Rincker in Sinn gegossen, wiegt 780 kg und hat einen Durchmesser von 1,11 m.

Inschrift:
SEELE WAS ICH AUCH KLING UND KLAGE ALLE TAGE SIND GOTTES TAGE +
GEBETSGLOCKE
1590 † 1949
GEBR.
RINCKER
SINN
6661

### Feierglocke
Schlagton: as1
Anschläge pro Minute: 61,4
Läutewinkel: 60°
Die Glocke wurde im Jahre 1949 von den Gebrüdern Rincker in Sinn gegossen, wiegt 470 kg und hat einen Durchmesser von 0,94 m.

Inschrift:
GOTTES LOB WILL ICH VERKUENDEN UND DIE HERZEN ZU DANK ENTZUENDEN +
FEIERGLOCKE
1590 † 1949
GEBR.
RINCKER
SINN
6662

### Toten- oder Geschichtsglocke

Glocke 1: Reformationsglocke
Glocke 2: Gedächtnisglocke
Glocke 3: Gebetsglocke
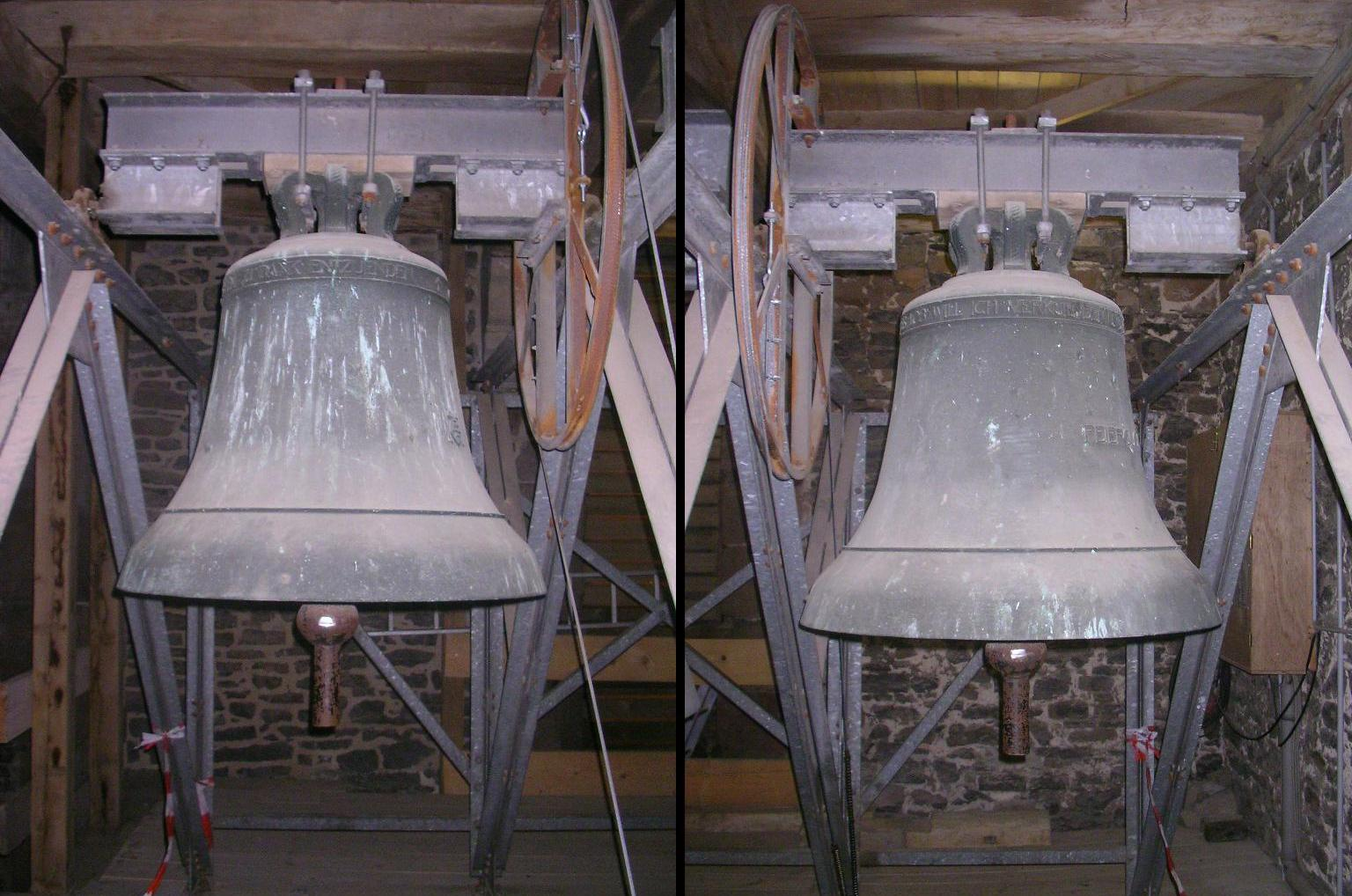
Glocke 4: Feierglocke
Glocke 5: Geschichts-/Totenglocke

Schlagton: b1
Anschläge pro Minute: 64,8
Läutewinkel: 70,5°
Die Glocke wurde im Jahre 1656 aus Bruchteilen der 1640 zerstörten Glocken vom Gießer Ambrosius Ulrich von Mansbach gegossen, sie wiegt 260 kg und hat einen Durchmesser von 0,81 m.

Inschrift:
AMBROSIUS ULRICH VON MANSBACH GOS MICH
VNA CUM TEMPLO SEX AERAMENTA
HOSTILIS MAVORS IGNE PERIRE FACIT
HAEC TAMEN URBIS OPES ACCISAE RESTITUERUNT
TU PORRO AVERTAS O DEUS OMNE MALUM.
ANNO 1640
ANNO 1656
ADOLPHVS FABRICIVS ECCLESIAE
IOHAN CHRISTOPHERVS GVDENVS MINISTRI
CURT HENRICH MURHARDT + ADAM ANDFELDT
FVRSTL BEAMPTEN.
MARTIN ELNBERGER BURGERMESTERE
MARTIN ENGELHARD STAT HOMBERG
PETRUS MATTIASS TATS
DURCH FROMMER LEUT ZUSTEUERDEN GOT GNEDIG LOHNE
MAN DIESE GLOCKEN GOSS, ACH DAS DURCH IHREN THONE
ZU MEIDEN SUND VND SCHAND MANLIESESICH BEWEGEN
SONST GOTS STRAFF NICHT AUS BLEIBT, WIE VORMALS SICH BEGEBEN
DAS DIESER STATT SCHON ZIEHRD 6 KLOCKEN THURN VND TEMBEL
VERBRUNNEN SEINDT DARUMB LAST VNS KEIN SUNDT BEMENTELN.
HILMAR VON BARLEBEN ANNAELISABETH LEIDHAUSIN S HABEN WIE AUCH OBIGE PERSONEN REICHLIC GESTEURT
- Glocke 1:
Reformationsglocke
- Glocke 2:
Gedächtnisglocke
- Glocke 3:
Gebetsglocke
- Glocke 4:
Feierglocke
- Glocke 5:
Geschichts-/Totenglocke

## Läuteordnung des Geläuts (Stand 16. März 2015)
Die Läuteordnung beschreibt das Glockengeläut der Kirchen.

### Wochenläuten
| Uhrzeit         | Dauer     | Glocke(n)    | Schlagtöne |
| 7.01 (Mo.–Sa.)  | 3 Minuten | Gebetsglocke | f'         |
| 12.01 (Mo.–Sa.) | 3 Minuten | Gebetsglocke | f'         |
| 18.01 (Mo.–Fr.) | 3 Minuten | Gebetsglocke | f'         |

### Sonntags- und Feiertagsläuten
| Uhrzeit                                                                 | Dauer       | Glocke(n)                                                                                | Schlagtöne       |
| Vorabend 18:01 (regulär)                                                | 5 Minuten   | Reformationsglocke, Gedächtnisglocke, Gebetsglocke, Feierglocke                          | c'-es'-f'-as'    |
| Vorabend 18:01 (Passions- und Adventszeit)                              | 5 Minuten   | Reformationsglocke, Gedächtnisglocke, Gebetsglocke                                       | c'-es'-f'        |
| Vorabend 18:01 (hoher Feiertag)                                         | 5 Minuten   | Reformationsglocke, Gedächtnisglocke, Gebetsglocke, Feierglocke, Toten-/Geschichtsglocke | c'-es'-f'-as'-b' |
| 8:01                                                                    | 3 Minuten   | Gedächtnisglocke, Gebetsglocke, Feierglocke                                              | es'-f'-as'       |
| Zeichen (29 Min. vor Gottesdienstbeginn)                                | 3 Minuten   | Feierglocke                                                                              | as'              |
| Hauptläuten (10 Min. vor Gottesdienstbeginn, regulär)                   | 8,5 Minuten | Reformationsglocke, Gedächtnisglocke, Gebetsglocke, Feierglocke                          | c'-es'-f'-as'    |
| Hauptläuten (10 Min. vor Gottesdienstbeginn, Passions- und Adventszeit) | 8,5 Minuten | Reformationsglocke, Gedächtnisglocke, Gebetsglocke                                       | c'-es'-f'        |
| Hauptläuten (10 Min. vor Gottesdienstbeginn, hoher Feiertag)            | 8,5 Minuten | Reformationsglocke, Gedächtnisglocke, Gebetsglocke, Feierglocke, Toten-/Geschichtsglocke | c'-es'-f'-as'-b' |
| Vater Unser im Gottesdienst                                             |             | Gebetsglocke                                                                             | f'               |
| 12:01                                                                   | 3 Minuten   | Feierglocke                                                                              | as'              |
| 18:01                                                                   | 3 Minuten   | Feierglocke                                                                              | as'              |

### Kasualien und weitere Anlässe
| Anlass                        | Dauer       | Glocke(n)                                                                                | Schlagtöne       |
| Hochzeit                      | 8,5 Minuten | Reformationsglocke, Gedächtnisglocke, Feierglocke, Toten-/Geschichtsglocke               | c'-es'-as'-b'    |
| Beerdigung (Gang zum Grab)    | 9 Minuten   | Gedächtnisglocke, Toten-/Geschichtsglocke                                                | es'-b'           |
| Neujahrsläuten (Neujahr 0.00) | 10 Minuten  | Reformationsglocke, Gedächtnisglocke, Gebetsglocke, Feierglocke, Toten-/Geschichtsglocke | c'-es'-f'-as'-b' |

Nach dem Gründonnerstagsgottesdienst schweigen die Glocken bis zur Osternacht. Nach dem Osternachtsgottesdienst läuten alle fünf Glocken.

### Zeitanschlagen
Die akustische Angabe der Uhrzeit erfolgt täglich von 6 bis 23 Uhr mittels Magnetschlaghammer.
Die Viertelstunden werden von der Toten-/Geschichtsglocke und die Stunden von der Gebetsglocke geschlagen.
Von Karfreitag bis Karsamstag schweigen die Glocken.
Die kleinste Glocke beginnt das Läuten aufsteigend bis zur größten Glocke.